# Zurich Renegades
Zurich Renegades (español: Renegados de Zúrich) es un equipo de fútbol americano de Zúrich, Cantón de Zúrich (Suiza).

## Historia
El equipo fue fundado en 1983, y es el que ostenta un mayor número de títulos de liga suizos, con 7 (1987, 1988, 2001, 2002, 2004, 2005, y 2008).

## Secciones
El club cuenta con varias secciones, además de su equipo senior:
- equipo sub-19
- equipo sub-16
- equipo sub-16 de flag football
- equipo sub-13 de flag football
- equipo de animación